# Neocodia albidivisa
Neocodia albidivisa là một loài bướm đêm trong họ Noctuidae.